# Tony Amonte
Anthony Lewis Amonte, född 2 augusti 1970 i Hingham, Massachusetts, är en pensionerad amerikansk ishockeyspelare. Han spelade högerforward i New York Rangers, Chicago Blackhawks, Phoenix Coyotes, Philadelphia Flyers och Calgary Flames, alla i den amerikansk-kanadensiska hockeyligan NHL. Han listades som 68:e spelare totalt i NHL-draften 1988 av New York Rangers.

## Karriär
Tony Amonte debuterade i slutspelet 1991. Han imponerade som rookie säsongen därpå, då han gjorde över 30 mål och var en av tre finalister till Calder Memorial Trophy som årets nykomling. Under sina tre säsonger i New York Rangers gjorde han 84 mål men under den sista säsongen blev han bortbytt till Chicago Blackhawks. Det var samma säsong som Rangers vann sin senaste Stanley Cup, 1993–94.
I Blackhawks skulle Amonte få spela ihop med Jeremy Roenick som han även spelade College Hockey med. Båda två är skolade i Boston då de är födda och uppvuxna i Massachusetts. I Blackhawks skulle Amonte utvecklas till att bli en av laget bästa målgörare. Han skulle hinna med 8 säsonger i Blackhawks och var under den senare halvan av 90-talet en av lagets mest pålitliga målskyttar. Hans bästa säsong var den 1999–00 då han noterade för 84 poäng på 82 matcher. Säsongen 1998–99 noterades Amonte för 44 mål vilket är hans personbästa.
Inför säsongen 2002–03 skrev han på ett kontrakt med Phoenix Coyotes men blev samma säsong bortbytt till Philadelphia Flyers. Efter ytterligare en säsong i Flyers valde Amonte att skriva på ett kontrakt med Calgary Flames säsongen 2005–06. Han skulle spela två säsonger i klubben. Amonte gjorde sitt 400 NHL-mål 2005. Idag är Tony Amonte coach för Thayer Academy Varsity Hockey Team i Braintree, Massachusetts.

## Klubbar i NHL
- Calgary Flames
- Philadelphia Flyers
- Phoenix Coyotes
- Chicago Blackhawks
- New York Rangers

## Priser
- Hockey East andra All Star-lag - 1991
- NCAA Championship All-Tournament Team - 1991
- NHL All-Rookie Team - 1992
- Spelade i 5 NHL All-Star matcher - 1997, 1998, 1999, 2000, 2001